# Xoài Fairchild
Xoài 'Fairchild' là một giống xoài được trồng thương mại có nguồn gốc từ Panama.

## Lịch sử
Người ta biết rất ít về lịch sử của giống xoài này, khác với việc nó bắt nguồn từ Khu vực Kênh đào Panama vào đầu những năm 1900. Trái cây được đặt theo tên của gia đình David Fairchild, người rất thích giống này. Nó lần đầu tiên được đưa đến Hoa Kỳ ở Hawaii vào năm 1926, sau đó được giới thiệu đến Florida vào năm 1936 bởi David Fairchild. Mặc dù nó trở nên phổ biến ở Hawaii, mẫu giống của loài này trong các bộ sưu tập ở Florida đã bị mất theo thời gian và nó không được xuất hiện trong tiểu bang cho đến năm 1992 bởi Carl Campbell, người đã đưa Fairchild đến Vườn bách thảo nhiệt đới Fairchild ở Coral Gables, Florida từ Honduras.
Các đặc tính của xoài Fairchild cho thấy nó có nguồn gốc Ấn-Trung, tuy nhiên loại quả này có chứa một hạt đơn phôi, một điều không bình thường đối với xoài từ dòng đó. Điều này cho thấy rằng Fairchild có thể là một loại lai giữa các giống cây Ấn-Trung và Ấn Độ.

## Miêu tả
Fairchild được trồng trên cơ sở thương mại hạn chế ở Hawaii và Panama, và cũng đã được trồng trong một số đồn điền thương mại ở Florida. Mặc dù trái cây thiếu màu sắc như một số giống xoài thương mại lớn như Tommy Atkins, nhưng nó có những phẩm chất mang lại tiềm năng thích ứng trong thương mại hơn. Chúng bao gồm hương vị,  khả năng ra quả nhiều, và khả năng kháng bệnh rất tốt.
Ngày nay, cây Fairchild được trồng trong các bộ sưu tập của kho lưu trữ mầm của USDA ở Miami, và Công viên trái cây và gia vị Miami-Dade ở Homestead, Florida.

### Trái cây
Quả nhỏ, thường nặng hơn một pound, với hình dạng thuôn dài và không có mũi khoằm. Quả chín có màu vàng chuyển từ màu xanh lá cây, và không có bất kỳ chỗ nào màu đỏ. Thịt có màu vàng sẫm và ngon ngọt, không có chất xơ và có hương vị thơm ngon và chứa một hạt đơn phôi. Nó thường chín từ tháng sáu đến tháng bảy ở Florida.

### Cây
Mặc dù cây có xu hướng là một giống cây trồng phát triển mạnh mẽ, nó có thể được duy trì ở độ cao dưới 8 feet, dẫn đến đặc tính của nó là "condo mango".